# Ире, Альбрехт Элоф
Барон Альбрехт Элоф Ире (швед. Albrecht Elof Ihre; 6 октября 1797, близ Стокгольма — 9 августа 1877, там же) — шведский политический и государственный деятель, дипломат. Министр иностранных дел Швеции в 1840—1848 годах.

## Биография
Сын канцлера. Внук лингвиста Йохана Ире (1707—1780). С 1819 года работал в Канцелярии Швеции. В 1823 году — второй секретарь в кабинете Иностранной корреспонденции, в 1824 году — секретарь дипломатической миссии при посольстве в Константинополе.
Вернувшись на родину, в 1827 году был назначен камергером, в 1831 году стал секретарём кабинета министров. В 1838—1840 годах исполнял обязанности канцлера, министра по делам религий (1840—1842), в 1840—1842 годах был исполняющим обязанности министра иностранных дел, министр иностранных дел Швеции в 1842—1848 годы.
В 1842 году был избран членом Шведской королевской академии.
В 1843 году возведен в бароны.
Похоронен на кладбище Норра бегравнингсплатсен Стокгольма.